# Битва при Эльмине (1637)
Битва при Эльми́не (англ. Battle of Elmina) — захват голландцами португальской крепости Эльмина на Золотом Берегу в 1637 году в рамках голландско-португальской войны.

## Подготовка
В 1637 году Голландская Вест-Индская компания выделила 9 кораблей из сил, атаковавших позиции португальцев в Бразилии, чтобы отправить их на взятие португальской крепости Эльмина в Африке. Командиром эскадры стал полковник Ханс Койне, под его командой было в общей сложности около 1300 солдат. Они высадились 24 июля недалеко от Кейп-Кост, на каноэ спустились вниз по реке и вышли к стенам крепости.

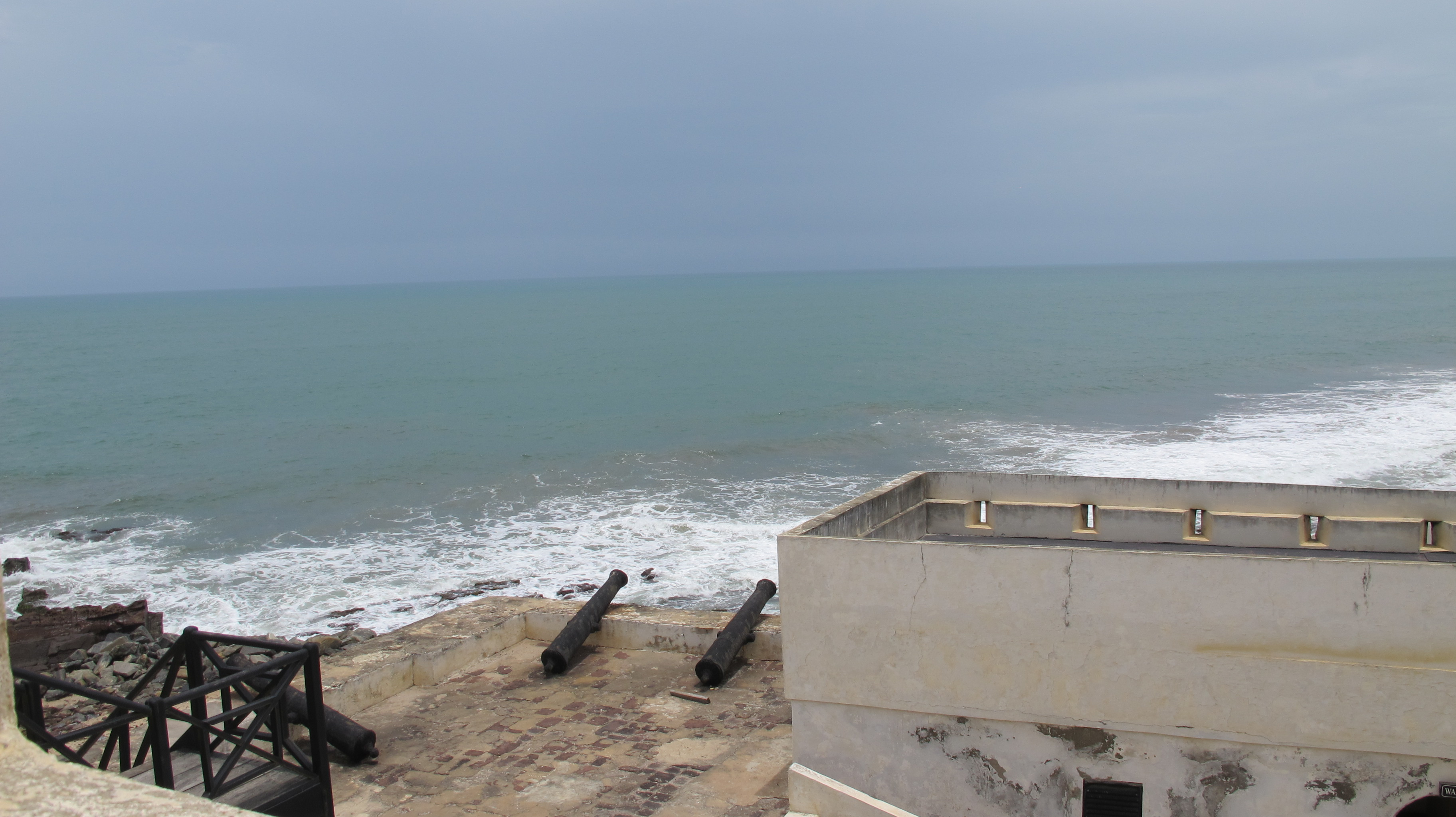
Укрепления Эльмины

## Штурм
Койне решил бросить все силы на захват холма Сантьяго, господствовавшего над крепостью, чтобы в дальнейшем бомбардировать её и вынудить гарнизон сдаться. Однако у подножия холма голландцы обнаружили 1 000 африканцев, охранявших позиции на холме. Койне выслал против них четыре взвода фузилёров, но они были полностью уничтожены. Второй голландский отряд атаковал другую сторону холма и заставил африканцев обратиться в бегство. Португальцы и их африканские союзники предприняли две попытки вернуть позиции у подножия холма, но оба раза терпели неудачу. После второй неудачной атаки португальцы отступили к редуту на вершине холма.
Редут был защищен деревянной стеной с одной стороны и рекой — с другой. Койне перешёл реку вброд, а затем ударил из двух пушек по форту. После двухдневной бомбардировки форта он потребовал капитуляции гарнизона. Португальский губернатор просил о трёхдневном перемирии, но Койне отказался, поскольку у него оставалось ресурсов лишь на один день. Он перебросил на холм Сантьяго подкрепление и продолжал бомбардировать форт. Бомбардировка была неэффективной, и на следующее утро Койне понял, что ему придётся либо атаковать форт в этот же день, либо отступить. Он отправил группу гренадеров на холм, но прежде чем они начали атаку, прибыли двое послов из крепости и начали переговоры о капитуляции.

## Последствия
По условиям капитуляции губернатору, гарнизону и всем португальским жителям было позволено покинуть форт без оружия и отплыть на лодке на остров Сан-Томе. Койне разрешил голландским солдатам поделить между собой золото, серебро и рабов.